# Unzerlegbarkeit
Unzerlegbarkeit est le principe des mathématiques constructives qui dit que le continu, c'est-à-dire l'ensemble des nombres réels, n'admet aucune partition propre. Le mot signifie « indécomposabilité » en allemand, et l'adjectif correspondant est unzerlegbar. Ce fait fut établi par Brouwer en 1928 à partir de principes d'analyse intuitioniste, et suit aussi de la thèse de Church en mathématiques constructives, voire de l'axiome de l'énumérabilité des fonctions. L'énoncé comparable dans l'analyse classique serait qu'une fonction continue des nombres réels dans {0,1} est constante.
Une conséquence de ceci est qu'un sous-ensemble décidé ou détachable des nombres réels (ce qui veut dire que chaque nombre est soit dans l'ensemble, soit pas dans l'ensemble), doit être trivial : les seuls sous-ensembles décidés sont l'ensemble complet (de tous les nombres réels) et l'ensemble vide (qui ne contient aucun nombre). Par contre un ensemble qui n'est par trivial ne pourra pas être décidé pour tous les nombres. Cela contredit le principe du tiers exclu, selon lequel la décidabilité serait nulle : tout ensemble serait décidé ; or, il y a plusieurs sous-ensembles des nombres réels. Il existerait donc plusieurs partitions propres du continu.
La théorie constructive des ensembles (CZF) reste aussi cohérente si on suppose que la classe de tous les ensembles est elle aussi unzerlegbar - une classe d'ensembles qui est décidée (chaque ensemble est soit membre de la classe, soit pas membre) est triviale - soit elle est vide, soit elle est égale à la classe de tous les ensembles.

## Sources
- (en) Dirk van Dalen (de), « How Connected is the Intuitionistic Continuum? », Journal of Symbolic Logic, vol. 62, no 4,‎ décembre. 1997, p. 1147-1150 (lire en ligne)
- (en) Stephen Cole Kleene et Richard Eugene Vesley, The foundations of intuitionistic mathematics, North-Holland, 1965, p. 155
- (en) Michael Rathjen, « Metamathematical properties of Intuitionistic Set Theories with Choice Principles », dans Cooper, Löwe, Sorbi, New Computational Paradigms, New York, Springer (lire en ligne), chap. 2